# Nono-chan
Nono-chan (ののちゃん?) es un manga yonkoma iniciado en 1991 por Hisaichi Ishii originalmente publicado como Mis vecinos los Yamada (となりのやまだ君 Tonari no Yamada-kun?) en el periódico Asahi Shimbun en Japón. Cuando la primera serie comenzó, se centraba generalmente en todos los miembros de la familia Yamada. Mientras que la serie avanzaba, la hija (Nonoko o "Nono-chan") se convirtió en el personaje más popular entre los lectores y las tiras se comenzaron a centrar en ella y en su punto de vista. En 1997, el título de la serie se cambió para hacer visible este cambio. El Asahi Shimbun continua ofreciendo este manga desde octubre de 2007.
En julio de 1999, Studio Ghibli lanzó Mis vecinos los Yamada, una película basada en este manga. De 2001 a 2002, se realizó un anime de 61 episodios basado en el manga que se emitió en la cadena de televisión japonesas TV Asahi. En España el anime ha sido emitido en algunas cadenas de televisión autonómicas como CMM TV, K3, Canal Sur, ETB1, Nou 2...

## Personajes

### Familia Yamada
Nonoko Yamada (山田のの子?)
Nonoko es el personaje principal y va al tercer curso de la escuela primaria. Ella está constantemente luchando para mantener el punto más bajo de la clase (para los grados). Ella está constantemente luchando por mantener el lugar más bajo de la clase (para los grados).
Matsuko Yamada (山田まつ子 Yamada Matsuko?)
Es la madre de Nonoko, una ama de casa. Siempre está preocupada por qué cocinar para la cena (normalmente algo con arroz y por lo general resulta ser alguna clase de curry). Ella es una ama de casa un poco descuidada, así como olvidadiza.
Takashi Yamada (山田たかし Yamada Takashi?)
Es el padre de Nonoko, un ordinario asalariado. A diferencia de su esposa y su hija, Takashi es un trabajador muy diligente. Su coche es un pedazo de basura, y sus pasatiempos incluyen pachinko y golf.
Noboru Yamada (山田のぼる Yamada Noboru?)
Es el hermano mayor de Nonoko, un joven estudiante de secundaria. Es muy bueno en la sociología, pero tiene pocas habilidades para el estudio y no tan bueno en otras asignaturas.
Shige Yamano (山野しげ Yamano Shige?)
Es la abuela de Nonoko y la madre de Matsuko. Tiene 70 años y es muy enérgica, pero también es una abuela terca y de fuerte personalidad.
Pochi (ポチ?)
Es el perro de la familia Yamada. Por lo general siempre está de mal humor.